# Oraczew Mały (osada)
Oraczew Mały – zniesiona nazwa osada w Polsce, w województwie łódzkim, w powiecie sieradzkim, w gminie Wróblew.
Nazwa miejscowości została zniesiona z 2022 r.
W latach 1975–1998 miejscowość należała administracyjnie do województwa sieradzkiego.